# Список серій аніме «Monster»
Аніме «Monster» є адаптацією однойменної манги Наокі Урасави. 74-серійний серіал був створений студією Madhouse і транслювався на Nippon Television з 7 квітня 2004 року по 28 вересня 2005 року. Серіал, знятий режисером Масаюкі Кодзіма, є точною адаптацією всієї історії. По суті, він відтворений кадр за кадром і сцена за сценою порівняно з оригінальною мангою. Кілька незначних відмінностей включають короткі уривки додаткових діалогів і незначну зміну порядку сцен у деяких місцях.

## Зав'язка
| Номер | Назва                                                                | Дата трансляції в Японії |
| --- | -------------------------------------------------------------------- | ------------------------ |
| 1 | Пане докторе Тенма «Heru Dr. Tenma» (ヘルＤｒ．テンマ)               | 6 квітня 2004 року       |
| Йохан Ліберт у тяжкому стані доставлений до лікарні, і доктор Тенма проводить операцію всупереч волі директора, який стверджував, що важливіше врятувати життя мера міста. |                                                                      |                          |
| 2 | Падіння «Tenraku» (転落)                                             | 13 квітня 2004 року      |
| Доктору Тенмі відмовляють у підвищенні, Єва Хайнеманн викидає його обручку. Тенма не втрачає духу, проводить багато часу біля ліжка Йохана і одного разу в пориві каже: «Ці корисливі люди заслуговують смерті!» Незабаром помирає директор госпіталю та двоє лікарів. Йохан і Анна зникають. |                                                                      |                          |
| 3 | Справа про вбивство «Satsujin Jiken» (殺人事件)                      | 20 квітня 2004 року      |
| Єва Хайнеманн, залишившись без батька, намагається помиритися з доктором Тенмою, але безуспішно. Минає дев’ять років. Інспектор Рунґе розслідує вбивство, і сліди ведуть його до грабіжника Адольфа Юнкерса. Як виявилося, Юнкерс потрапив під машину, і його оперував доктор Тенма. |                                                                      |                          |
| 4 | Ніч розплати «Shokei no Yoru» (処刑の夜)                             | 27 квітня 2004 року      |
| Інспектор Рунґе безуспішно допитує Юнкерса, але той занадто боїться «монстра», щоб щось розповісти. Рунґе залишає поліцейського з Юнкерсом і обіцяє повернутися. Через деякий час Тенма випадково повертається до лікарні та бачить, що поліцейський мертвий, а Юнкерс утік. Доктор шукає Юнкерса і зустрічає «монстра» — дорослого Йохана. Йохан вбиває Юнкерса і каже, що народився знову завдяки Тенмі та вважає його своїм батьком. Тенма усвідомлює, що його благородні наміри повернули до життя справжнє чудовисько.                       |                                                                      |                          |
| 5 | Дівчина з Гайдельберга «Heidelberg no Shoujo» (ハイデルベルグの少女) | 4 травня 2004 року       |
| З’являється чарівна молода дівчина Ніна Фортнер. Очевидно, що в дитинстві вона пережила якісь жахливі події, які досі не дають їй спокою. Раптом хтось починає писати Ніні на електронну пошту: «Почекай трохи, я заберу тебе». Ніна думає, що за нею приїде «принц на білому коні». У свою чергу, доктор Тенма починає розслідування і дізнається, що Йохан був розлучений із сестрою в Гайдельбергу і пообіцяв повернутися за нею, коли їй виповниться двадцять років. Стає зрозуміло, що Ніна — це Анна Ліберт, яка зникла дев’ять років тому. |                                                                      |                          |
| 6 | Прощальна записка (失踪記事)                                         | 11 травня 2004 року      |
| Доктор Тенма за допомогою Маурера шукає в архівах згадки про Анну Ліберт і дізнається, що сьогодні — двадцятиріччя Анни. Ніна Фортнер отримує електронне повідомлення з пропозицією зустрітися ввечері в Гайдельберзькому замку. Тенма вирушає туди і рятує Ніну. |                                                                      |                          |
| 7 | Дім, де сталася трагедія (惨劇の館)                                  | 18 травня 2004 року      |
| Ніна та доктор Тенма повертаються додому, але Маурер і батьки Ніни вже мертві. З’являються поліцейські, але їхня поведінка викликає підозру, і Тенма організовує втечу. Ніна згадує минуле: вони з братом часто жили в різних сім’ях, але прийомні батьки помирали один за одним. Анна зрозуміла причину і намагалася застрелити брата. Так вони й опинилися в лікарні у Тенми. Анна тікає від Тенми. |                                                                      |                          |
| 8 | У бігах «Owarerumi» (追われる身)                                     | 25 травня 2004 року      |
| Інспектор Рунґе розслідує вбивства, підозрюючи доктора Тенму. Сам Тенма повертається до лікарні. Його відвідує Єва Хайнеманн, яка хоче відновити стосунки. Тенма відмовляє. Він тікає від Рунґе і поліції, щоб присвятити себе новій справі: пошуку і знищенню Йохана. |                                                                      |                          |

## Доктор Тенма починає пошуки
| Номер | Назва | Дата трансляції в Японії |
| --- | --- | ------------------------ |
| 9 | Старий солдат і маленька дівчинка (老兵と少女)                                                                            | 1 червня 2004 року       |
| Тенма навчається стрільбі у Гуґо Бернхарда. | |                          |
| 10 | Минуле, що було стерте «Kesareta Kako» (消された過去)                                                                     | 8 червня 2004 року       |
| Доктор Тенма стикається з Отто, який приводить його до квартири Йохана. Там сидить напівбожевільна жертва Йохана, яка вбивала за його наказом. Йохан залишив Тенмі повідомлення: «Дивись! Монстр усередині мене став таким великим!» Тенма рятує життя пораненому терористу. | |                          |
| 11 | Кіндерхайм 511 «511 Kinderheim» (511キンダーハイム)                                                                       | 15 червня 2004 року      |
| З’ясовується, що Йохан колись жив у дитячому будинку під назвою Кіндерхайм 511. Доктор Тенма приходить до Гартмана, який раніше працював у цьому дитячому будинку. Тепер Гартман жорстоко б’є єдину дитину, яка залишилася, на ім’я Дітер, і переконує його, що життя жахливе, а люди — вороги одне одному. | |                          |
| 12 | Маленький експеримент «Sasayaka na Jikken» (ささやかな実験)                                                               | 22 червня 2004 року      |
| Тенма дізнається все про Кіндерхайм 511 — спеціальну лабораторію, де з дітей намагалися зробити суперсолдатів. Експеримент закінчився тим, що діти й викладачі перебили одне одного, а Йохан просто сидів і насолоджувався видовищем. Тепер Гартман, захоплений Йоханом, хоче зробити другого Йохана з Дітера. Тенма забирає Дітера. | |                          |
| 13 | Петра та Шуман «Petra to Schumann» (ペトラとシューマン)                                                                   | 29 червня 2004 року      |
| Тенма разом із доктором Шуманом рятують життя літньої жінки на ім’я Петра. | |                          |
| 14 | Єдиний чоловік, що залишився, і єдина жінка, що залишилася «Nokosareta Otoko ・ Nokosoreta Onna» (残された男・残された女) | 6 липня 2004 року        |
| Єва страждає в самоті, часто згадує Тенму та намагається завести роман із садівником, від якого йде дружина. Проте дружина повертається, і Єва залишається ні з чим. Розлючена, вона спалює власний дім і мріє лише про одне: помститися Тенмі. Інспектор Рунґе настільки поглинений роботою, що його покидають дружина і вагітна дочка, а сам він доводить підозрюваного до самогубства. Через це начальник усуває Рунґе від усіх справ. Тепер у нього одна мета — знайти доктора Тенму. Єва й інспектор Рунґе вирішують об’єднати зусилля. | |                          |

## Події в турецькому кварталі
| Номер | Назва                                                | Дата трансляції в Японії |
| --- | ---------------------------------------------------- | ------------------------ |
| 15 | Дитя, стань моїм «Be My Baby» (ビー・マイ・ベイビー) | 13 липня 2004 року       |
| Ніна Фортнер шукає Йохана, щоб убити його. Вона звертається за допомогою до так званого «Дитя», ватажка місцевої нацистської групи. Як з’ясувалося, «Дитя» планує підпалити місто як подарунок для Йохана: у світі має панувати лише одна «чиста раса», а турецький квартал має бути стертий із лиця землі. Тенму захоплюють у полон. |                                                      |                          |
| 16 | Зізнання Вольфа «Wolf no Kokuhaku» (ヴォルフの告白)  | 20 липня 2004 року       |
| Ніна розмовляє з Айше та дізнається, що «Дитя» планує підпал. Доктора Тенму та Дітера, якого схопили бандити «Дитя», відвозять до генерала Вольфа. По дорозі Тенма звільняє Дітера та велить йому бігти до міста, щоб попередити про підпал. Вольф розповідає, що після втечі Йохана та Анни з лікарні (2 серія аніме) саме він знайшов дітей на кордоні й фактично врятував їм життя. Йохан «віддячив» йому по-своєму: спочатку померла дружина генерала, потім діти, родичі, а згодом і всі соратники та друзі. Вольф хоче вбити Йохана та просить допомоги Тенми. Дітер і Отто знову потрапляють у полон до спільників «Дитя». |                                                      |                          |
| 17 | Возз’єднання «Saikai» (再会)                         | 27 липня 2004 року       |
| Зв’язані Дітер і Отто ледь не гинуть під час пожежі, але їх рятує Ніна. Разом із Дітером, Ніною і Тенмою вдається запобігти катастрофі, жителі не постраждали. Йохан залишає послання: «Допоможіть! Монстр скоро вийде назовні». Чи означає це, що у Йохана роздвоєння особистості? |                                                      |                          |

## Фрайгам, поява Роберто і Руді Гіллена
| Номер | Назва                                                    | Дата трансляції в Японії |
| --- | -------------------------------------------------------- | ------------------------ |
| 18 | П’ята ложка цукру «Gohaime no Satou» (五杯目の砂糖)      | 3 серпня 2004 року       |
| Ніна зустрічається зі старим знайомим, паном Россо. Пів року тому вона влаштувалася працювати до ресторану Россо, знаючи, що він колишній найманий убивця. Ніна хотіла навчитися вбивати, але так і не наважилася звернутися до Россо з такою пропозицією. |                                                          |                          |
| 19 | Темні глибини монстра (怪物の深淵)                       | 10 серпня 2004 року      |
| Доктор Тенма звертається до Руді Гіллена, професіонала у сфері кримінальної психології. Тенма хоче дізнатися, чи дійсно у Йохана роздвоєння особистості, чи Йохан просто знущається зі своїх переслідувачів. Руді спочатку не вірить Тенмі та викликає поліцію, але згодом змінює думку й допомагає організувати втечу. |                                                          |                          |
| 20 | Шлях до Фрайгама «Freiham no Tabi» (フライハムへの旅)    | 17 серпня 2004 року      |
| Розповідається історія містера та місіс Джонс, які приїхали до Німеччини до сина, що вчинив убивство. |                                                          |                          |
| 21 | Прекрасний відпочинок «Shiawasena Kyujitsu» (幸せな休日) | 24 серпня 2004 року      |
| Ніна/Анна знаходить Міхаеля Мюллера й хоче помститися за смерть своїх батьків. Міхаель одружився й вирішив зав’язати з кримінальною діяльністю, тому Ніна не може зважитися на вбивство. Проте Міхаель усе одно гине, рятуючи Ніні життя. |                                                          |                          |
| 22 | Пастка Рунґе «Lunge no Wana» (ルンゲの罠)                | 31 серпня 2004 року      |
| Інспектор Рунґе розслідує чергову справу. Усе вказує на роботу Йохана: убито літню бездітну пару. Згодом з’ясовується, що Йохан ні до чого, просто розорений племінник (Гібель) вирішив прискорити отримання багатої спадщини. Проте доктор Тенма цього не знає й прибуває на пошуки Йохана. Рунґе влаштовує пастку й намагається застрелити Тенму, але сам ледь не гине від руки Гібеля. Тенма рятує Рунґе життя та знову тікає. |                                                          |                          |
| 23 | Зізнання Єви «Eva no Kokuhaku» (エヴァの告白)            | 7 вересня 2004 року      |
| Єва шукає доктора Тенму й зустрічається з Роберто, убивцею Міхаеля Мюллера. Вона зізнається, що в Дюссельдорфі бачила Йохана на власні очі (4 серія аніме). |                                                          |                          |
| 24 | Обідній стіл «Freiham no Tabi» (男達の食卓)              | 14 вересня 2004 року     |
| Єва обіцяє Роберто, що вб’є Тенму Кендзо, але зрештою рятує своєму колишньому нареченому життя. Проте вона отримує поранення й залишається у віллі Гейтмайера. |                                                          |                          |

## Йохан у Мюнхенському університеті

### Смерть Ріхарда Брауна
| Номер | Назва                                                     | Дата трансляції в Японії |
| --- | --------------------------------------------------------- | ------------------------ |
| 25 | Хлопчик по четвергах (Extra1 発端)                        | 28 вересня 2004 року     |
| Події переносяться в Мюнхен. Карл Нойманн — син мільйонера, але ніяк не може зізнатися в цьому своєму батькові. Невдовзі він дізнається, що хтось на ім'я Едмунд уже оголосив себе сином Шуберта і спадкоємцем величезного статку. Карл і Лотта (дівчина з Мюнхенського університету) хочуть поговорити з Едмундом, але з’ясовується, що хлопець повісився у своїй кімнаті. Карл знайомиться з іншим студентом, Йоханом Лібертом. |                                                           |                          |
| 26 | Таємний ліс «Himitsu no Mori» (秘密の森)                  | 5 жовтня 2004 року       |
| Пан Шуберт впав у депресію, бо вірив, що Едмунд — його справжній син. Йому допомагають оговтатися Карл, Лотта і Йохан. Йохан поводиться абсолютно нормально. |                                                           |                          |
| 27 | Доказ «Shouko no Shina» (証拠の品)                        | 12 жовтня 2004 року      |
| Ріхарда Брауна переслідує привид убитого підлітка. Той був серійним убивцею та насильником, а Ріхард застрелив його, будучи в нетверезому стані. Тепер детектив зав’язав із алкоголем, мучиться почуттям провини, ходить до психолога доктора Рейхвайна і мріє заслужити побачення з дочкою. Йохан розповідає Гансу Шуберту, що Карл Нойманн — його син. |                                                           |                          |
| 28 | Лише одна справа «Tada Hitotsu no Jiken» (ただ一つの事件) | 19 жовтня 2004 року      |
| Ріхард переглядає свої старі справи та доходить висновку, що всюди замішаний один і той самий чоловік — Йохан. Він також розуміє, що Йохан хотів знищити всіх друзів Шуберта (і матір Карла Нойманна), щоб старий залишився в повній ізоляції. Вони розуміють, що Йохан — не міф. Доктор Рейхвайн пише Руді Гіллену. |                                                           |                          |
| 29 | Страта «Shokei» (処刑)                                    | 26 жовтня 2004 року      |
| Ріхард знаходить кладовище Йохана Ліберта. З’ясовується, що той помер через два роки після народження. Руді Гіллен допитує свого пацієнта Юргенса. Юргенс, перш ніж вчинити самогубство, зізнається, що до злочинів його підштовхував друг на ім’я Йохан. Увечері до детектива Ріхарда, який по телефону розмовляє з дочкою, заходить Йохан. Він відводить Ріхарда на дах висотки й каже: «Ви вбили хлопця в п’яному стані, але ніхто не бачив, як ви пили до вбивства. Тільки після. Тож ви не були п’яні? Значить, ви вчинили самосуд?» Потім Йохан пропонує шокованому Ріхарду пляшку віскі. Ріхард напивається й кидається з даху. |                                                           |                          |
| 30 | Тверде рішення «Aru Ketsui» (ある決意)                    | 2 листопада 2004 року    |
| Руді Гіллен і Рейхвайн погоджуються, що Ріхард не став би просто так напиватися. Рейхвайн хоче помститися за смерть друга і починає самостійно розслідувати справу Йохана. До нього на прийом приходить Гессе, який виявляється вбивцею Роберто. Доктора виручає Тенма Кендзо. |                                                           |                          |

### Відкриття бібліотеки
| Номер | Назва                                                 | Дата трансляції в Японії |
| --- | ----------------------------------------------------- | ------------------------ |
| 31 | На світ Божий «Hakujitsu no moto e» (白日の下へ)      | 9 листопада 2004 року    |
| Рейхвайн показує Тенмі Йохана, який всюди супроводжує Карла й мільйонера Шуберта. Тенма готується вбити Йохана. Інспектор Рунґе допитує Руді Гіллена й абсолютно впевнений у винуватості доктора Тенми. |                                                       |                          |
| 32 | Святиня (聖域)                                        | 16 листопада 2004 року   |
| Лотта знайомиться з Ніною, яка досліджує вбивство справжньої Марго Лангер. Вони разом йдуть на дискотеку. Лотта помічає, що Ніна дуже схожа на Йохана. Тенма тренується зі снайперською гвинтівкою. |                                                       |                          |
| 33 | Епізоди з дитинства (子供の情景)                      | 23 листопада 2004 року   |
| Діти почали стрибати з дахів. З одним із тих, хто вижив (Мартіном), знайомиться Дітер. Мартін розповідає, що це така дуель: діти стають на дах один навпроти одного, той, хто вижив, вважається переможцем. Цю гру їх навчив грати Йохан. Він також розповів їм, що скоро буде застрелений японцем. Йохан обирає книгу в бібліотеці й втрачає свідомість. |                                                       |                          |
| 34 | Наприкінці темряви «Yami no Hate» (闇の果て)          | 30 листопада 2004 року   |
| Фальшива Марго Лангер шантажує Йохана, але її вбиває «коханий» Роберто. |                                                       |                          |
| 35 | Безіменний герой «Nanashi no Hero» (名なしのヒーロー) | 7 грудня 2004 року       |
| Рунґе намагається зрозуміти хід думок Тенми, доктор Рейхвайн і Руді Гіллен — хід думок Йохана. Рейхвайн розповідає правду прийомним батькам Йохана й переконує їх тікати. Безуспішно. Лотта перекладає чехословацьку казку, через яку Йохан знепритомнів. Доктор Тенма займає стратегічну позицію з гвинтівкою. |                                                       |                          |
| 36 | Монстр хаосу (混沌の怪物)                             | 14 грудня 2004 року      |
| Тенма Кендзо зі снайперською гвинтівкою ховається в бібліотеці та згадує дитинство, коли він писався в штани, і його прозвали «Мокрі труси». Доктор Рейхвайн влаштовує зустріч із паном Шубертом. Шуберт каже, що Йохан у певному сенсі втілив його ідеал і цитує слова з Об’явлення Івана Богослова: «Хто подібний до звіра цього? І хто може змагатися з ним?». Лише монстр може перемогти монстра. Інспектор Рунґе, як і раніше, вважає, що у Тенми роздвоєння особистості, а Йохан — плід його уяви. Він доходить висновку, що Тенма збирається вбити Ганса Георга Шуберта. Лотта приносить Ніні книгу, через яку Йохан знепритомнів, — казку. |                                                       |                          |

### «Монстр, у якого не було імені»
Давним-давно, жив-був монстр, у якого не було імені. Монстр дуже, дуже хотів отримати ім’я, тому він вирішив вирушити в подорож і знайти собі ім’я. Але світ занадто великий. І тоді монстр розділився на дві половинки, які пішли в різні сторони. Одна на схід, інша на захід. Монстр, який пішов на схід, натрапив на село. Там жив товстий Коваль.
− О, пане Коваль, будь ласка, дай мені своє ім’я! − попросив монстр.
− Віддати ім’я? Ні за що!
− Якщо ти віддаси мені ім’я, я залізу в тебе і зроблю тебе дуже сильним.
− Справді? Ну що ж, якщо я можу стати сильнішим, то віддам тобі ім’я.
Безіменний монстр заліз у коваля й став ковалем на ім’я Отто. Отто став найсильнішою людиною в селі. Але одного разу… «Дивіться, дивіться! Монстр у мені став таким великим!» Чавк-чавк, кусь-кусь, хрум-хрум… Глоток. Зголоднілий монстр з’їв Отто зсередини. І знову став монстром без імені. Навіть коли він заліз у шевця на ім’я Ганс… Чавк-чавк, кусь-кусь, хрум-хрум… Глоток. Він знову став монстром без імені. І навіть коли заліз у мисливця на ім’я Томас… Чавк-чавк, кусь-кусь, хрум-хрум… Глоток. Монстр пішов далі, побачив замок і вирішив, що там знайде собі найпрекрасніше ім’я. У вежі лежав хворий хлопчик, принц.
− Якщо ти віддаси мені ім’я, я зроблю тебе сильнішим! − сказав монстр.
− Якщо я можу одужати й стати сильним, я дам тобі своє ім’я, − відповів хлопчик.
Монстр заліз у хлопчика, і той знову став здоровим. Король дуже зрадів: «Принц одужав! Принц одужав!» Монстру дуже подобалося ім’я хлопчика і подобалося жити в замку. Тому він стримував свій голод. Щодня їсти хотілося дедалі сильніше, але монстр стримувався. На жаль, одного разу він так зголоднів, що… «Дивіться, дивіться! Монстр у мені став таким великим!» Принц з’їв усіх навколо: і слуг, і свого батька, короля. Чавк-чавк, кусь-кусь, хрум-хрум… Глоток. У замку нікого не залишилося, тому хлопчик знову вирушив у подорож. Він ішов багато, багато днів, і одного разу зустрів другого монстра — того, хто вирушив на захід.
− Я отримав ім’я. Дуже красиве ім’я.
− Тобі не потрібно ім’я, − відповів другий монстр. − Ти можеш жити щасливо і без імені. У кінці-кінців, ми — монстри, у яких немає імені.
Тоді перший монстр з’їв свого товариша. І хоча тепер він отримав ім’я, не залишилося нікого, хто міг би називати його цим ім’ям. А ім’я було таким красивим — Йохан.

## Пожежа
| Номер | Назва                                                                        | Дата трансляції в Японії |
| --- | ---------------------------------------------------------------------------- | ------------------------ |
| 37 | Монстр, у якого не було імені «Namae no nai Kaibutsu» (なまえのないかいぶつ) | 11 січня 2005 року       |
| Ніна разом з Лоттою читають казку про монстра, який мріє отримати ім’я. Вона розуміє, що весь цей час була поруч з Йоханом і мчить до бібліотеки. Тенма збирається з духом, щоб вистрелити, але гвинтівку забирає Роберто. Йохан передумав вбивати Шуберта — він організував пожежу в бібліотеці.                    |                                                                              |                          |
| 38 | Диявол в моїх очах «Waga me no Akuma» (我が目の悪魔)                         | 18 січня 2005 року       |
| Тенма застрелив Роберто, але замість того, щоб вбити Йохана, почав рятувати людей з пожежі. Потім він повертається до Йохана, але не може натиснути на спусковий гачок. Прибігає Ніна. Вона кілька разів стріляє і промахується. Бібліотечні своди обрушуються і погребають під собою Ніну і пана Шуберта.           |                                                                              |                          |
| 39 | Пекло перед його очима «Me no Naka no Jigoku» (目の中の地獄)                 | 25 січня 2005 року       |
| Йохан та його прийомні батьки зникли. Ніна відпочиває у доктора Рейхвайна разом з Дітером, Лоттою та Руді Гілленом, а потім разом з Дітером тікає до Дрезден. Ганс Шуберт також відправляє Карла до Дрездена, щоб передати Тенмі послання («Міст Седок, три жаби») і усне повідомлення: мати близнюків живе в Празі. |                                                                              |                          |

## Розслідування Гріммера
| Номер | Назва                                                   | Дата трансляції в Японії |
| --- | ------------------------------------------------------- | ------------------------ |
| 40 | Гріммер «Grimmer» (グリマー)                            | 1 лютого 2005 року       |
| Тенма їде до Праги за підробним паспортом і ледь не потрапляє в руки прикордонників. У поїзді він знайомиться з Гріммером, який багато читав про Тенму і вірить у його невинність. Гріммер приїжджає до Праги і знаходить колишнього директора Кіндерхайма 511, який ховається під іменем Петров. |                                                         |                          |
| 41 | Привид 511 (511の亡霊)                                  | 8 лютого 2005 року       |
| Ніна вбиває Петрова, але той встигає передати Гріммеру ключ від сейфа, де зберігаються касети з інформацією. Виявилось, що саме Йохан приніс в Кіндерхайм 511 ненависть і злобу, тому діти поубивали одне одного. |                                                         |                          |
| 42 | Пригоди Штайнера Великолепного (超人シュタイナーの冒険) | 15 лютого 2005 року      |
| Гріммера катують, щоб дізнатись, де сховано ключ. Його рятує Ніна. |                                                         |                          |
| 43 | Детектив Сук (スーク刑事)                               | 22 лютого 2005 року      |
| Ян Сук розслідує вбивство свого інспектора Філіпа Земана (члена StB) і підозрює Гріммера. У барі детектив знайомиться з Ніною. |                                                         |                          |
| 44 | Дві темряви «Suk Keiji» (二つの闇)                      | 1 березня 2005 року      |
| У поліцейському відділку отруєно кілька детективів. Ян Сук зустрічається з Гріммером і розуміє, що ця людина не здатна на хладнокровне вбивство. Гріммер довіряє Суку ключ від сейфа. Сук все більше закохується в Ніну, яка представляється як Анна Лібер, і випадково проговорюється про ключ. А Анна, насправді, — переодягнений Йохан. |                                                         |                          |
| 45 | Післясмак монстра (怪物の残像)                          | 8 березня 2005 року      |
| Поліція встановила спостереження за Яном Суком, який якраз зустрічається з Гріммером. Сук і Гріммер дістають з сейфа документи та аудіокасету і прослуховують бесіду з Йоханом, який розповідає казку «Монстр, у якого не було імені». По поверненню додому Сука допитують поліцейські. З'являється «Анна Лібер» (Йохан) і вбиває всіх, крім Сука. Вона також не чіпає Гріммера.                                                                           |                                                         |                          |
| 46 | Точка дотику (接点)                                     | 15 березня 2005 року     |
| В убивстві поліцейських звинувачують Сука, а Тенма одразу розуміє, що замішаний Йохан. Сук і Гріммер ховаються в покинутому будинку, їх обстрілюють і вимагають віддати аудіокасету. Сук отримує три вогнепальні поранення, тоді Гріммер, вихованець Кіндерхайма 511, втрачає контроль і жорстоко б’є переслідувачів. З'являється Тенма і надає Суку першу допомогу.                                                                                       |                                                         |                          |
| 47 | Кошмарні двері «Akuma no Tobira» (悪魔の扉)             | 22 березня 2005 року     |
| Приїжджає справжня Ніна з Дітером. Вона знаходить «Три жаби», тепер це нежитлова будівля. |                                                         |                          |
| 48 | Найстрашніше «Ichiban Kowaimono» (一番怖いもの)         | 29 березня 2005 року     |
| Йохан, переодягнений у дівчину («Анну»), прослуховує нещасливу касету, яку Сук залишив матері. Потім він стирає частину плівки. Інспектор Рунге приїжджає в Прагу і випадково дізнається про справу Яна Сука. Рунге одразу відчуває, що ситуація дуже схожа на отруєння лікарів у лікарні Хайнеманна і виходить на слід Франца Бонапарти, автора казки про монстра. Він знаходить альбом начерків Бонапарти, серед яких є близнюки і жінка, схожа на Анну. |                                                         |                          |
| 49 | Найжорстокіше «Ichiban Zankokuna koto» (一番残酷なこと) | 5 квітня 2005 року       |
| «Анна» (Йохан) майже доводить до самогубства дитину, але Гріммер і доктор Тенма вчасно втручаються. |                                                         |                          |
| 50 | Особняк троянд «Bara no Yashiki» (バラの屋敷)           | 12 квітня 2005 року      |
| Рунге знаходить «Особняк троянд», в якому Франц Бонапарт проводив читання своїх казок. Над каміном висить портрет матері Анни та Йохана. Гріммер збирається надіслати в поліцію повідомлення, в якому описує злочин Яна Сука і бере провину на себе. Тенму затримує поліція. |                                                         |                          |

## Тюремне ув'язнення Тенми
| Номер | Назва                                                                 | Дата трансляції в Японії |
| --- | --------------------------------------------------------------------- | ------------------------ |
| 51 | Любовне послання монстра «Kaibutsu no Love Letter» (怪物のラブレター) | 19 квітня 2005 року      |
| Тенма ув'язнений. Доктор Рейхвайн вмовляє Єву дати свідчення і розповісти, що вона бачила Йохана в день вбивства Адольфа Юнкерса. За картиною в «Особняку троянд» Рунге знаходить записку і розуміє, що Йохан насправді існує. |                                                                       |                          |
| 52 | Адвокат (脱獄囚・弁護士)                                              | 26 квітня 2005 року      |
| Для Тенми знаходять найкращого адвоката — Фріца Вардемана. В день, коли дружина Вардемана народжує, його замінює інший адвокат, на ім'я Баул. Це виживший після пожежі Роберто.                                                |                                                                       |                          |
| 53 | Рішення «Ketsui» (決意)                                               | 3 травня 2005 року       |
| Роберто повідомляє Тенмі, що збирається вбити Єву, адже вона бачила Йохана. Тенма лякається, визнає всі звинувачення і вирішує організувати втечу з тюрми.                                                                     |                                                                       |                          |
| 54 | Втеча «Dassou» (脱走)                                                 | 10 травня 2005 року      |
| Тенма тікає і кидається на пошуки Єви. Єва чує голос Роберто і розуміє, що її хочуть вбити. |                                                                       |                          |

## Особняк троянд
| Номер | Назва                                 | Дата трансляції в Японії |
| --- | ------------------------------------- | ------------------------ |
| 55 | Кімната 402 «402 Goushitsu» (402号室) | 17 травня 2005 року      |
| Рунге приходить до адвоката Вардемана і питає про батька. Батько Фріца часто ходив в «Особняк троянд» і був знайомий з Францом Бонапартом. Вардеман кричить, що його батько ніколи не був шпигуном. Насправді, він був шпигуном, і у Вардемана збереглася батьківська книжечка з іменами та секретною інформацією. Тенма, підозрюючи всіх, погрожує Вардеману пістолетом і вимагає сказати, де Єва. Вардеман, звісно, не пов'язаний з «Баулом» (Роберто). Він віддає Тенмі книжечку. |                                       |                          |
| 56 | Безкінечна подорож «Owaranai Tabi»    | 24 травня 2005 року      |
| Ніна і Дітер приходять в «Особняк троянд», Ніна намагається згадати минуле і втрачає свідомість. Її підбирає Яромир Липський. Потім Йохан спалює особняк до тла, заливши підлогу керосином. |                                       |                          |
| 57 | Та ніч «Ano hi no Yoru» (あの日の夜)  | 31 травня 2005 року      |
| Ніна згадує події тієї ночі, коли вона вистрілила в Йохана. Виявляється, Ліберти тоді відвідав хтось, кого Йохан називає «монстром». В Празі Тенма зустрічається з генералом Вольфом. В руїнах «Особняку троянд» знаходять численні людські останки. Вольф розповідає Тенмі, як він знайшов Йохана на чехословацькому кордоні і про дивний експеримент, проведений в «Особняку троянд». За його словами, Єва в руках його колишніх напарників, які намагаються зустрітися з Йоханом. Вольф просить Тенму зупинити їх, після чого помирає. Ніна вирушає на пошуки Йохана. Інспектор Рунге з'ясовує, що Липський — син Франца Бонапарти. |                                       |                          |

## Рятування Єви Хайнеманн
| Номер | Назва                                                            | Дата трансляції в Японії |
| --- | ---------------------------------------------------------------- | ------------------------ |
| 58 | Небажана робота «Iyana Shigoto» (いやな仕事)                     | 7 червня 2005 року       |
| Кримінальник Мартин отримує завдання від якогось «чоловіка в окулярах» доставити Єву Хайнеманн до Франкфурта. Єва отримує необмежені кошти, а в обмін на це повинна зустрітися з кимось на світському прийомі. |                                                                  |                          |
| 59 | Чоловік, який бачив диявола «Akuma wo mita Otoko» (悪魔を見た男) | 14 червня 2005 року      |
| На одному з прийомів Єва впізнає Йохана, і «чоловік в окулярах» вступає з ним у контакт. Єва більше не потрібна йому, і Мартин отримує наказ вбити її. Але замість цього він вирішує її врятувати. В готелі він зустрічається з «учнем диявола», молодим чоловіком, який імітує поведінку Йохана. У спробі переконати Мартина вбити Єву, той розкриває йому свої плани.                                                                       |                                                                  |                          |
| 60 | Чоловік, який знав забагато «Shirisugitia Otoko» (知りすぎた男)  | 21 червня 2005 року      |
| Мартин допомагає Єві втекти, а сам відбивається від підсланих убивць. Отримавши тяжке поранення, він направляється до готелю, де зупинився Тенма, щоб перед смертю встигнути передати йому важливу інформацію про «чоловіка в окулярах»: його ім'я — Петер Чапек, він вижив в експерименті «Особняка троянд». Єва чекає на Мартина на вокзалі, але замість нього з'являється Тенма і повідомляє, що Мартин загинув. Єва вирішує вбити Йохана. |                                                                  |                          |
| 61 | Двері до спогадів «Kioku no Tobira» (記憶の扉)                   | 28 червня 2005 року      |
| Ніна намагається згадати своє минуле, її спогади дивним чином перемішані зі спогадами Йохана. Врешті-решт Дітер вмовляє її повернутися в Мюнхен до доктора Рейхвейна. Тим часом інспектор Сук і Франц Вердеман допитують людей, яким в дитинстві читав казки в «Особняку троянд» Франц Бонапарт. Ніна, згадала все за допомогою гіпнозу, вирушає до Франкфурта, щоб врятувати Тенму.                                                          |                                                                  |                          |

## Франкфурт
| Номер | Назва                                                      | Дата трансляції в Японії |
| --- | ---------------------------------------------------------- | ------------------------ |
| 62 | Радісний обід «Tanoshii Shokutaku» (楽しい食卓)            | 5 липня 2005 року        |
| Тенму переслідує поліція, у спробі сховатися він потрапляє під машину. Його забирає стоматолог Мілан Колаш. Колаш готує замах на Чапека, свого колишнього друга дитинства, а тепер — «демона», що погубив багатьох його близьких. Тенмі не вдається відмовити його. При спробі замаху Колаша вбиває охорона Чапека. Ніна впізнає в Чапеку людину, яка колись везла Йохана в «Особняк троянд». |                                                            |                          |
| 63 | Незв'язанні вбивства «Mukankei na Satsujin» (無関係な殺人) | 12 липня 2005 року       |
| Інспектор Вейссбах, у свій останній робочий день перед пенсією, супроводжує злочинця-рецидивіста. Виявляється, що на злочини цього чоловіка спонукала його зустріч з Йоханом, одразу після його втечі з лікарні в Дюссельдорфі. Доктор Гіллен допитує кількох маніяків. Стає зрозуміло, що Йохан використовував їх у своїх цілях, зустрічаючись з ними в парку на околицях Франкфурта.        |                                                            |                          |
| 64 | Смуток Дітки (赤ん坊の憂鬱)                                | 19 липня 2005 року       |
| Дитину вбиває проститутка, що здобула його довіру. Чапек побоюється, що наступною жертвою Йохана буде він, і наказує своїм охоронцям взяти Ніну в заручники, а сам вирушає на свою віллу. Там його чекає Йохан. За його словами, Франц Бонапарт живий. |                                                            |                          |
| 65 | Сліди Йохана «Yohan no Ashiato» (ヨハンの足跡)             | 26 липня 2005 року       |
| Люди Чапека намагаються викрасти Ніну, але їй вдається здивувати їх і змусити відвезти її до Чапека. Поліція обшукує квартиру Колаша незабаром після того, як її покинув Тенма. «Учня диявола» (Крістофа Зіверніх) одночасно відслідковують Тенма і Єва. Він розповідає про те, як познайомився з Йоханом у 511-му дитбудинку після загибелі всіх інших вихованців.                           |                                                            |                          |
| 66 | Ласкаво просимо додому «Okaeri» (おかえり)                 | 2 серпня 2005 року       |
| Чапек розповідає Ніні про експеримент Франца Бонапарта. Тяжко поранений Крістоф вказує Тенмі, де шукати Йохана. Ніна зустрічається з Йоханом в покинутому особняку. |                                                            |                          |
| 67 | Я вдома «Tadaima» (ただいま)                               | 9 серпня 2005 року       |
| Йохан розповідає Ніні про те, що він пережив в «Особняку троянд». Ніна не вірить йому і приходить до висновку, що в «Особняк» відвезли її, а Йохан тільки повторює те, що вона розповідала йому. Однак у Йохана є один власний спогад… |                                                            |                          |

## Ругенхайм
| Номер | Назва                                                | Дата трансляції в Японії |
| --- | ---------------------------------------------------- | ------------------------ |
| 68 | Ругенхайм «Ruhenheim» (ルーエンハイム)               | 16 серпня 2005 року      |
| Рунге приїжджає в тихе провінційне містечко Ругенхайм. Незабаром у місті з'являється Гріммер. За їхніми словами, жителі міста в смертельній небезпеці. Разом вони обшукують дивний будинок на околиці міста і знаходять там багато незакінчених портретів Йохана та Ніни. Тим часом у Ругенхаймі починаються дивні події.                                                                                                   |                                                      |                          |
| 69 | Тихий будинок «Yasuragi no Ie» (安らぎの家)          | 23 серпня 2005 року      |
| За словами Ніни, Йохан готується до "ідеального самогубства". Тенма вирушає на пошуки Бонапарти і з'ясовує, що той ховається в Ругенхаймі. Рунге боїться, що жителі міста можуть стати жертвами масової істерії. Дійсно, повінь відрізає Ругенхайм від решти світу, а літній іноземець починає роздавати жителям зброю. |                                                      |                          |
| 70 | Місто масової різанини (殺戮の町)                    | 30 серпня 2005 року      |
| У Ругенхаймі починається різанина. Ймовірно, її організували Йохан та Роберто. Їхня головна мета — Франц Бонапарта, який живе в Ругенхаймі під виглядом власника маленького готелю. Ніна вирішує вирушити в Ругенхайм. Тенма також приїжджає туди і намагається евакуювати мирних жителів. |                                                      |                          |
| 71 | Гнів Великого Штайнера (超人シュタイナーの怒り)      | 6 вересня 2005 року      |
| Рунге направляється до готелю "Бергбах", щоб зупинити Роберто. По дорозі він зустрічає Тенму і визнає свою помилку щодо нього. Люди Роберто атакують готель "Ферштек", який належить Бонапарті. Гріммер у люті вбиває їх усіх, але й сам отримує смертельне поранення і помирає на очах у Тенми та Бонапарти. Ніна та доктор Гіллен прибувають у Ругенхайм.                                                                 |                                                      |                          |
| 72 | Людина без імені «Namae no nai Otoko» (名前のない男) | 13 вересня 2005 року     |
| Бонапарта розповідає Тенмі, що він закохався в матір Йохана та Ніни і вирішив вбити всіх, хто знав про неї, про близнят і про експеримент. Разом вони вирушають на пошуки Йохана. У готелі "Бергбах" Рунге б'ється з Роберто, який виявляється Адольфом Райнхартом, колишнім товаришем Гріммера з 511-го дитбудинку. Ніна та доктор Гіллен також переслідують Йохана, план якого вступив у фінальну стадію.                 |                                                      |                          |
| 73 | Пейзаж кінця світу (終わりの風景)                    | 20 вересня 2005 року     |
| Тенма та Бонапарта зустрічають Йохана перед готелем "Бергбах". Смертельно поранений Рунге Роберто вбиває Бонапарту. Тенма націлюється в Йохана, але через втручання Ніни не може натискати на спусковий гачок. В Йохана стріляє міський п'яниця. У Ругенхайм прибувають поліція та рятувальники. Рунге бачить пораненого в голову Йохана та посилає за Тенмою, якому нічого не залишається, крім як знову врятувати Йохана. |                                                      |                          |

## Фінал
| Номер | Назва                                                 | Дата трансляції в Японії |
| --- | ----------------------------------------------------- | ------------------------ |
| 74 | Справжнє чудовисько «Hontou no Kaibutsu» (本当の怪物) | 27 вересня 2005 року     |
| Минуло кілька років. Єва знайшла роботу і кинула пити. Вердеманн домігся визнання невинуватості Гріммера, але так і не зміг дізнатися його справжнє ім'я. Рунге став професором у поліцейській академії і помирився з родиною. Тенма вступив в організацію "Лікарі без кордонів" і подорожує світом. У монастирі на півдні Франції він зустрічає матір Йохана та Ніни. Ніна захистила дисертацію і планує стати адвокатом. Йохан після другої операції залишився живим, але впав у кому, Тенма навідує його в лікарні. Останні кадри аніме — відкрите вікно і порожнє ліжко в палаті Йохана. |                                                       |                          |